# توقيت الإكوادور
توقيت الإكوادور (ECT), كما تم تسميته في قاعدة بيانات المنطقة الزمنية, هو الوقت الملاحظ في البر الرئيسي للإكوادور منذ عام 1931. وهذا يعني الإكوادور بدون مقاطعة غالاباغوس, والتي كانت تراقب توقيت الإكوادور حتى عام 1986 ، عندما تحولت إلى توقيت غالاباغوس (GALT). توقيت الإكوادور هو ت ع م-05:00 وليس لديه توقيت صيفي ، باستثناء فترة وجيزة في التسعينيات خلال حكومة الرئيس سيكستو دوران بالين.